# 张明华
张明华，中國大陸政治、軍事人物，中國共產黨黨員，中國人民解放軍中將。
歷任总参谋部某部副部长，战略支援部队副参谋长  2018年，国防科工局在京组织召开嫦娥四号任务第三次工作会议，张明华列席會議。2023年，升任战略支援部队副司令员。2024年4月，出任新组建的网络空间部队首任司令员。